# دان تامسون (مدیر اجرایی)
دون تامسون، (به انگلیسی: Don Thompson) (زاده ۱۴ دسامبر ۱۹۶۳) کارآفرین، بازرگان و مدیر ارشد اجرایی آمریکایی است، که در حال حاضر به‌عنوان مدیر عامل اجرایی شرکت مک‌دونالدز فعالیت می‌نماید. وی در فاصله سال‌های ۱۹۸۵ تا ۱۹۹۰ در شرکت نورتروپ گرومن عضویت داشت.